# Love Stories
『Love Stories』（ラブ・ストーリーズ）は、声優・丹下桜が出した1作目のミニアルバムである。1995年11月25日、徳間ジャパンコミュニケーションズより発売された。

## 解説
- CDアルバムおよび単独名義としては自身初の作品。[注釈 1]
- アニメージュ連載声優シリーズ「青山二丁目物語」の12枚目の作品としてリリースされた。
- 徳間ジャパンコミュニケーションズから発売された唯一のアルバム。本作以降の丹下桜のアルバムは、キングレコードから発売されている。
- 1999年9月22日に、『アニメージュ声優シリーズコレクション3』として再発売された。

## 収録曲
1. A DREAM OF LOVE [5:02]
  - 作詞：古河磨佐實、作曲：吉村倭瑳務、編曲：岩室晶子
2. これからはじまるLOVE ストーリー [3:43]
  - 作詞・作曲：五味千賀庫、編曲：友常正巳
3. 素直になりたい 〜It's love〜 [4:41]
  - 作詞・作曲：五味千賀庫、編曲：友常正巳
4. 片想い [5:17]
  - 作詞：丹下桜、作曲:杦村真瑤誌、編曲:友常正巳
5. Zettai!! [4:50]
  - 作詞・作曲：五味千賀庫、編曲：岩室晶子
6. I need you [5:27]
  - 作詞：五味千賀庫、作曲：吉村倭瑳務、編曲：友常正巳
7. 二人で… [5:46]
  - 作詞：丹下桜、作曲：五味千賀庫、編曲：友常正巳
8. グラン・サンタの贈り物〜 Holy Night [7:58]
  - 作詞：古河磨佐實、作曲・編曲：杦村真瑤誌
  - 詩の朗読と歌